# Messe en ut majeur K. 66 de Mozart
Dominicus-Messe
Pour les articles homonymes, voir K66.
La Missa Solemnis en do majeur, K. 66, plus connue sous le nom de «Dominicus-Messe», est une messe composée par Wolfgang Amadeus Mozart et terminée en octobre 1769. À cause de sa longueur et de ses caractéristiques, la messe est une missa solemnis

## Histoire
Mozart a composé la messe à la demande de Cajetan Hagenauer, fils de Lorenz Hagenauer, propriétaire de Mozart et ami de la famille. Cajetan était entré comme moine à l'Abbaye de Saint-Pierre, un monastère bénédictin alors que les Mozart étaient en train de faire leur grande tournée en Europe. Quand il a été ordonné prêtre en 1769, il a pris le nom de Pater Dominicus et a célébré sa première grande messe. C'est ce qui a donné son surnom à l'œuvre, Dominicusmesse ou Pater Dominicusmesse. Leopold Mozart a dirigé la première exécution de la messe dans une église des jésuites à Salzbourg,. On pense que le succès de ce concert impulsa la première tournée italienne de Wolfgang.

## Structure
L'œuvre comporte les six mouvements de l'ordinaire de la messe :
1. Kyrie (Adagio, en do majeur, à , 108 mesures)
—Kyrie eleison... (Allegro (mesure 13), en do majeur, à 
)
2. Gloria in excelsis (Allegro moderato, en do majeur, à 
, 420 mesures)
—Laudamus te... (Andante grazioso (mesure 16), en fa majeur, à 
; duo soprano/contralto)
—Gratias agimus tibi... (Adagio (mesure 93), en do majeur, à )
—Propter magnam gloriam tuam... (Allegro (mesure 97), en do majeur, à )
—Domine Deus... (Un poco andante (mesure 104), en sol majeur, à 
; ténor)
—Qui tollis peccata mundi... (Un poco adagio (mesure 180), en sol mineur, à )
—Quoniam tu... (Andante ma un poco Allegro (mesure 209)), en fa majeur, à 
; soprano)
—Cum Sancto Spiritu... (Alla breve (mesure 310), en do majeur, )
3. Credo (Molto allegro, en do majeur, à , 356 mesures)
—Et incarnatus est... (Adagio (mesure 62), en fa majeur, à 
; solistes)
—Crucifixus... (Adagio (mesure 119), en do mineur, à )
—Et resurrexit... (Molto allegro (mesure 134), en do majeur, à )
—Et in Spiritum Sanctum Dominum... (Andante (mesure 174), en sol majeur, à 
; ténor)
—Et in unam sanctam... (Moderato (mesure 249), en do majeur, à )
—Et vitam venturi saeculi... (Allegro (mesure 270), en do majeur, à 
)
4. Sanctus (Adagio, en do majeur, à , 50 mesures)
—Pleni sunt coeli et terra... (Allegro (mesure 7), en do majeur, à 
)
—Hosanna in excelsis... (Moderato (mesure 38), en do majeur, à )
5. Benedictus (Allegro moderato, en sol majeur, à , 41 mesures; solistes)
—Hosanna in excelsis... (Moderato (mesure 29), en do majeur, à )
6. Agnus Dei (Allegro moderato, en do majeur, à , 135 mesures)
—Dona nobis pacem... (Allegro (mesure 44), en do majeur, à 
)

## Instrumentation
L'œuvre est écrite pour quatre voix solistes (soprano, contralto, ténor et basse), chœur mixte à quatre voix et orchestre formé par violons (I et II), deux hautbois, deux cors, deux clarines (trompettes aigües), deux trompettes et basse continue.
| Instrumentation de la messe en Ut majeur K. 66                               |
| Voix                                                                         |
| Solo : soprano, alto, ténor, Baryton Chœur : sopranos, altos, ténors, basses |
| Cordes                                                                       |
| premiers violons, seconds violons, basse continue                            |
| Bois                                                                         |
| 2 hautbois                                                                   |
| Cuivres                                                                      |
| 2 cors en do, 2 clarines (trompettes courtes) en do, 2 trompettes en do      |
| Percussions                                                                  |
| 2 timbales en do et sol                                                      |